# Завиток (соцветие)
Завиток (лат. bostrix) — цимозное соцветие (сложное соцветие, нарастающее симподиально), в котором от главной оси с единственным цветком отходит другая ось с единственным цветком, а от той — ось третьего порядка и так далее, при этом все цветки направлены в одну сторону, таким образом главная ось улиткообразно закручивается, а цветки сидят на одной стороне. Такой тип соцветия характерен очитку (Sedum), эхверии (Echeveria), росянки (Drosera), солнцецвета (Helianthemum), большинства Паслёновых (Solanaceae), гидрофиловых, Бурачниковые (медуницы (Pulmonaria), окопника (Symphytum), незабудки (Myosotis)), некоторых валерьянговых, и др.

Завиток
Завиток, вид сверху
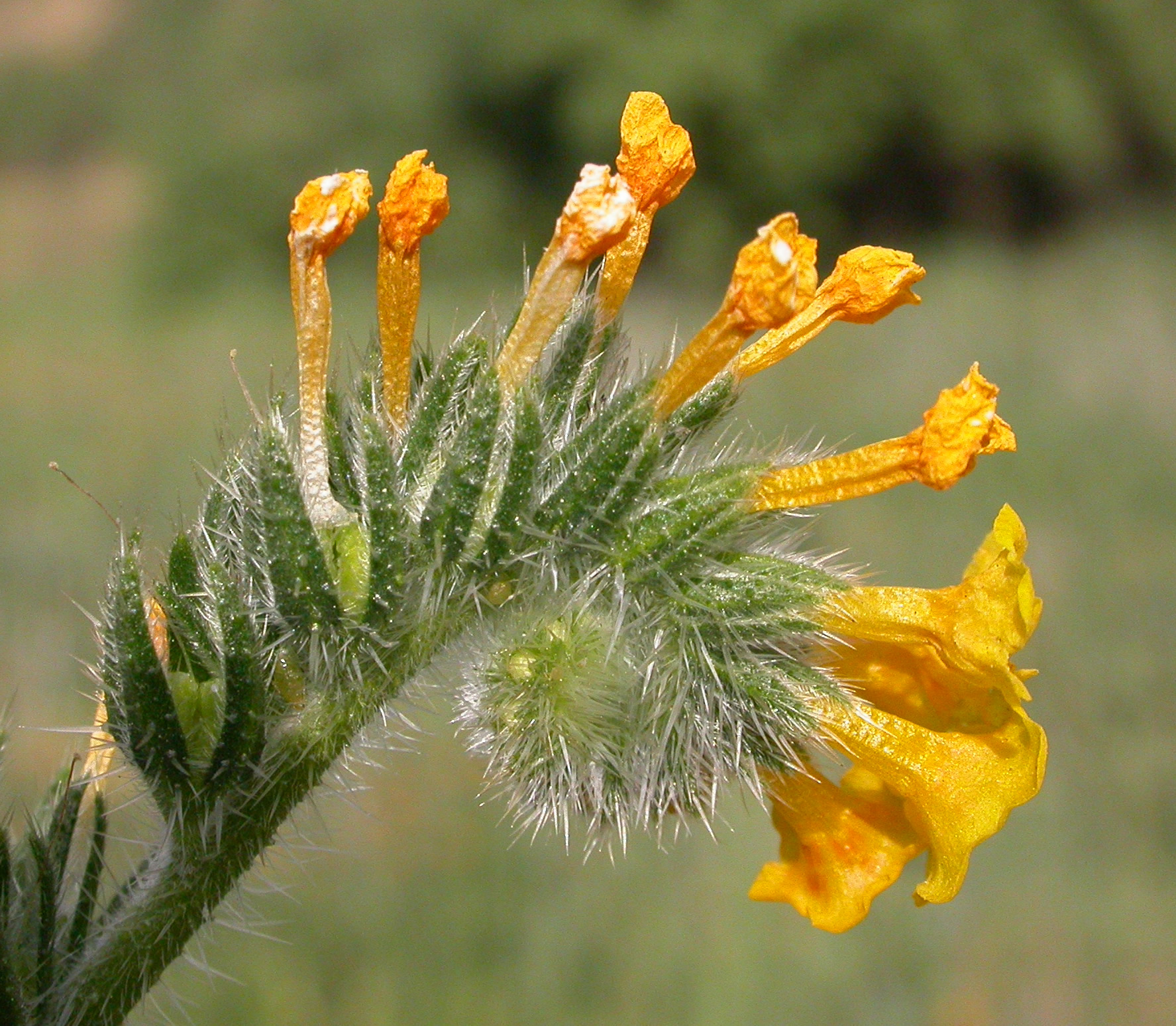
Amsinckia intermedia
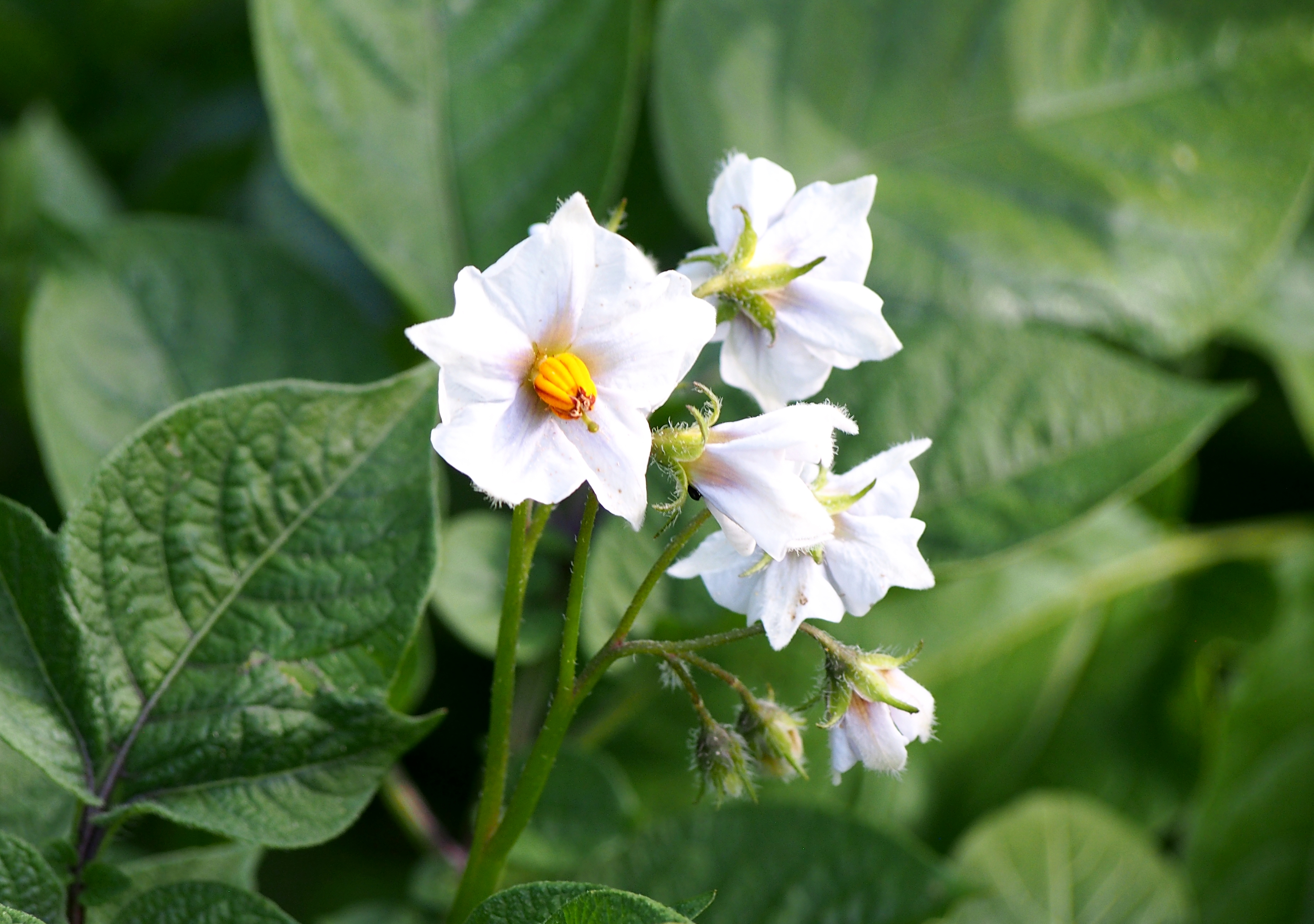
Картофель

У однодольных наблюдается особая форма завитка — серп. Подобно завитку двудольных, у серпа каждая новая боковая ветвь появляется на одной и той же стороне симподиальной главной оси, но в отличие от завитка, только в одной (медианной) плоскости. В результате все последовательно возникающие прицветники сидят на той же стороне, что и цветки. Серп можно видеть у представителей ситниковых и марантовых.

Серп
Серп, вид сверху
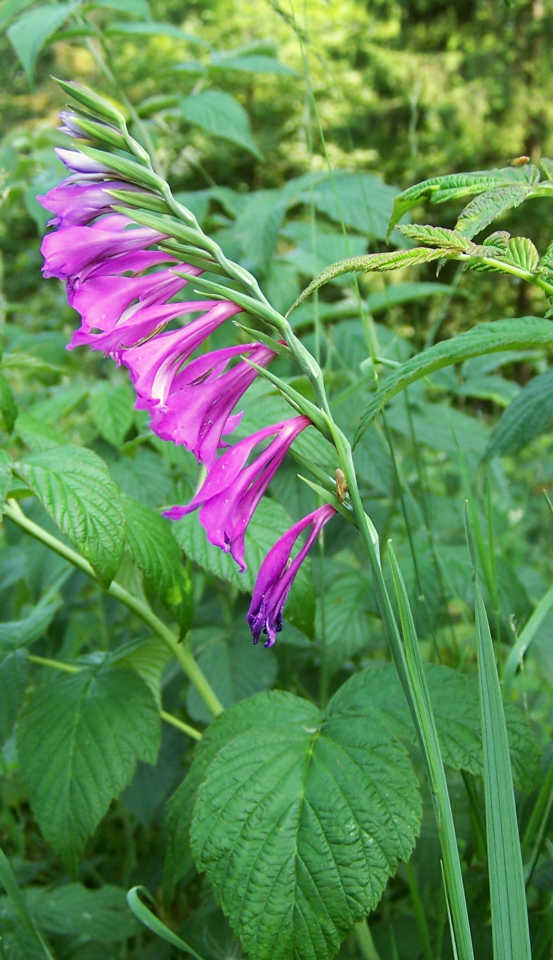
Gladiolus imbricatus
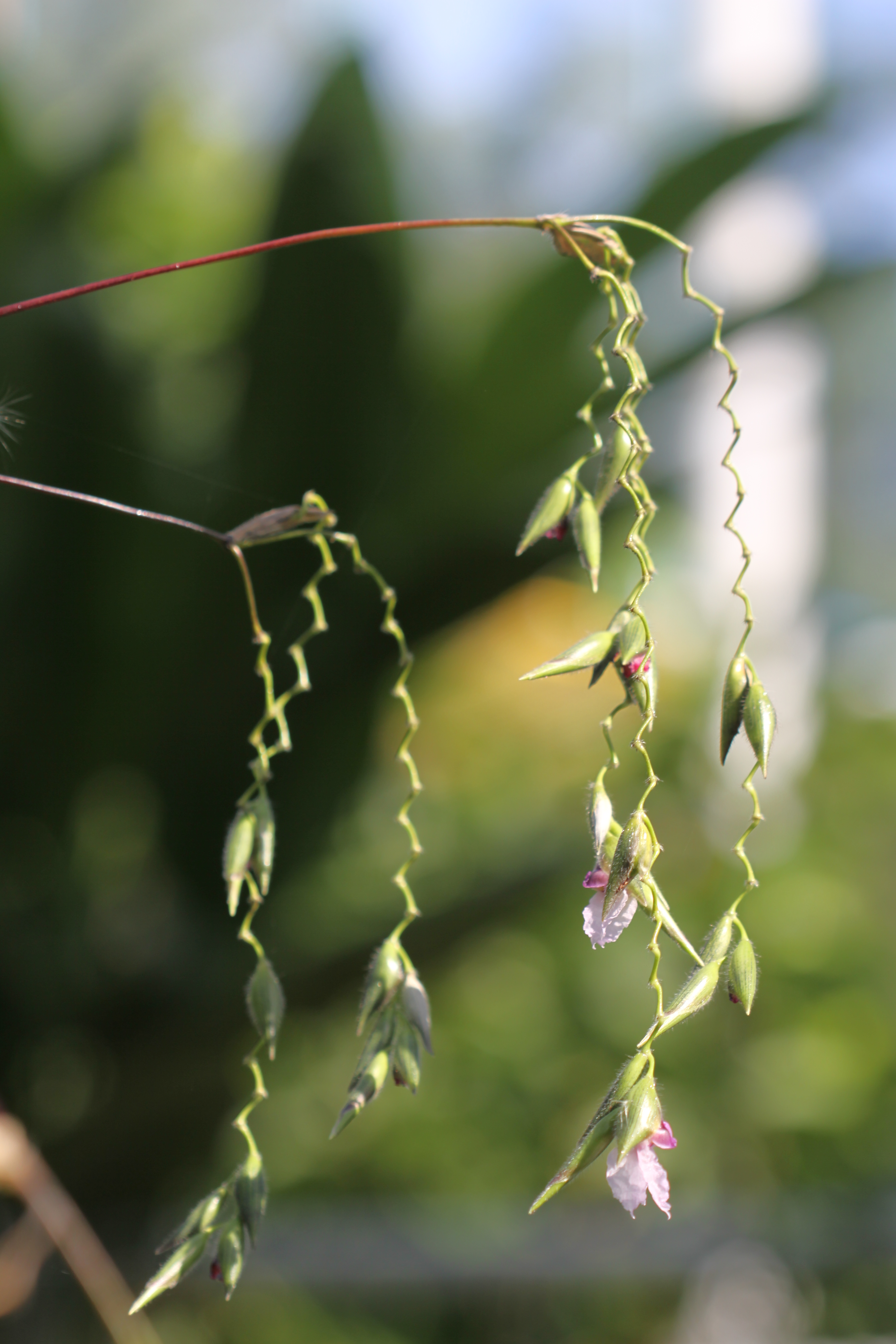
Thalia geniculata

## Сложный завиток
Часто в цимозных соцветиях цветки первого и второго порядков располагаются в дихазиях, а цветки третьего и более высоких порядков образуют монохазии. Так возникает широко распространённый двойной завиток.

Двойной завиток
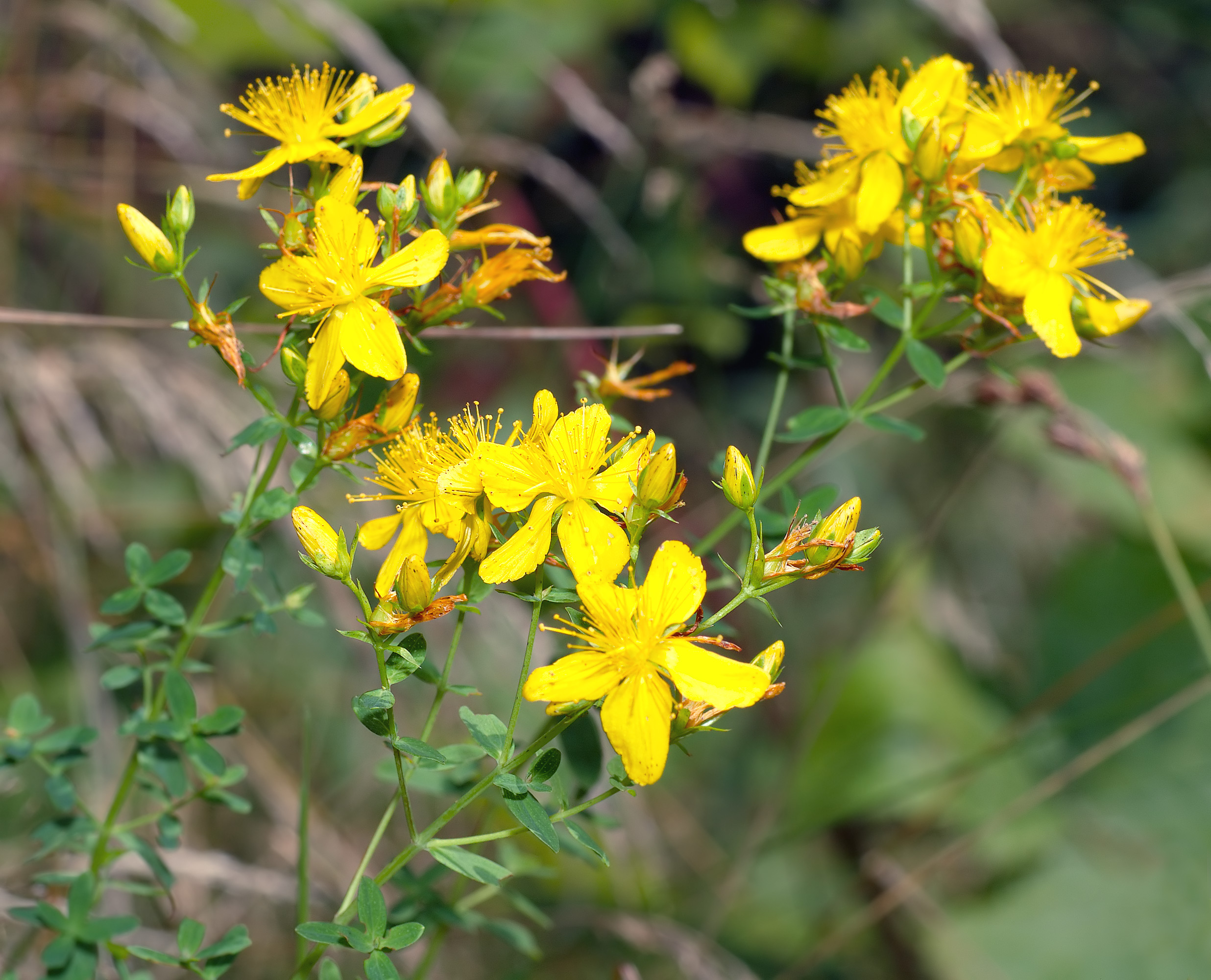
Hypericum pulchrum
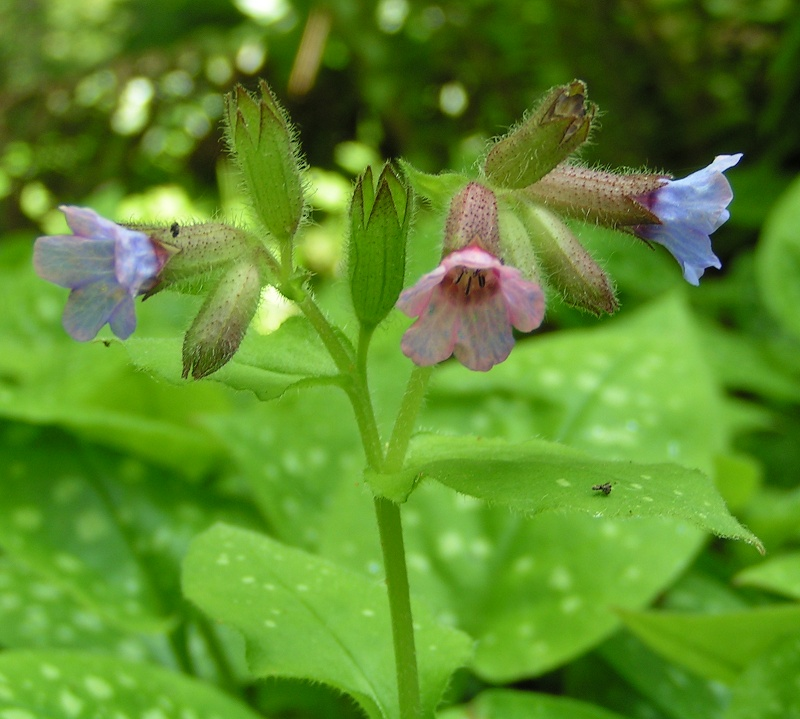
Двойной завиток у Pulmonaria officinalis